# La por (pel·lícula de 2013)
La por és una pel·lícula espanyola dramàtica de terror psicològic sobre els maltractaments familiars dirigida per Jordi Cadena i Casanovas amb un guió coescrit amb Núria Villazán Martín basat en la novel·la "M" de Lolita Bosch, autora també d'Elisa K, també duta a la pantalla per Cadena. El propi director la defineix com "una reflexió sobre la persistència del mal a la nostra societat" i que li permet treballar en una línia minimalista influïda per la seva admiració per Carl Theodor Dreyer. Fou estrenada el 22 de novembre de 2013. Ha estat doblada al català.

## Sinopsi
És la història d'una família benestant com qualsevol altra: un pare, una mare, un fill de 16 anys (Manel) i una filla petita. Alguna cosa, però, no quadra: no parlen entre ells, pesa sobre tots una ombra indescriptible. Manel és incapaç d'explicar a ningú el que succeeix a casa seva (ni a la seva xicota, ni al seu millor amic, ni als seus professors), mai descobreix la por que ell, la seva mare i la seva germana petita senten quan el seu pare està a casa. Per això li agrada tant anar a l'institut: perquè mentre és allí s'allibera d'aquesta por.

## Repartiment
- Roser Camí...	Mare
- Alícia Falcó	...	Coral
- Guillem Fernàndez-Valls ...	Entrenador
- Ramon Madaula	... Pare
- Mercè Managuerra	...	Professora
- Nina Pomodoro	...	Laura
- Igor Szpakowski	...	Manel

## Producció
Fou coproduïda per Oberon Cinematográfica amb Glaam Media Invest (França) i compta amb la col·laboració de TV3 i el suport de l'ICEC i el programa MEDIA. Prèvia a l'estrena el novembre de 2013 fou projectada a la Setmana Internacional de Cinema de Valladolid i al Festival de Cinema de Londres.

## Nominacions i premis
| Premis                                | Categoria              | Nominat                     | Resultat  |
| ------------------------------------- | ---------------------- | --------------------------- | --------- |
| Premis Gaudí de 2014                  | Millor actor secundari | Ramon Madaula               | Guanyador |
| Premis Gaudí de 2014                  | Millor muntatge        | David Gallart               | Nominat   |
| Premis Gaudí de 2014                  | Millor fotografia      | Sergi Gallardo              | Nominat   |
| Premis Gaudí de 2014                  | Millor director        | Jordi Cadena i Casanovas    | Nominat   |
| Premis Gaudí de 2014                  | Millor guió            | Jordi Cadena Núria Villazán | Nominat   |
| Festival de Cinema Espanyol de Nantes | Premi del Jurat Jove   | Jordi Cadena                | Guanyador |